# Trần Trúc
Trần Trúc (tiếng Trung: 陈竺; bính âm: Chén Zhú; sinh ngày 17 tháng 8 năm 1953) là một nhà huyết học, nhà sinh học phân tử và chính trị gia, là chủ tịch Đảng dân chủ nông công Trung Quốc, Phó Chủ tịch Ủy ban Thường vụ Đại hội Đại biểu Nhân dân Toàn quốc, và Chủ tịch Hội Chữ thập đỏ Trung Quốc. Ông trước đây từng là Bộ trưởng Bộ Y tế, ông cũng là giáo sư tại Trường Y khoa Đại học Giao thông Thượng Hải.

## Tiểu sử
Trần Trúc sinh ra ở Thượng Hải vào ngày 17 tháng 8 năm 1953 và quê hương của ông là Trấn Giang, tỉnh Giang Tô. Ông nhận bằng thạc sĩ từ Đại học Khoa học Y khoa Thứ hai Thượng Hải (nay là trường Y khoa của Đại học Giao thông Thượng Hải) vào tháng 9 năm 1981. Ông nhận bằng tiến sĩ tại Trường Đại học Paris VII ở Paris, Pháp, ông hoàn tất việc bác sĩ nội trú và nghiên cứu sau tiến sĩ tại cùng một trường đại học và bệnh viện giảng dạy của mình.
Ông là cựu Chủ tịch của Viện Huyết học Thượng Hải và nguyên Tổng giám đốc Trung tâm hệ gen người Trung Quốc (phía Nam) ở Thượng Hải.

## Danh hiệu và giải thưởng
Ông là một viện sĩ của Viện Hàn lâm Khoa học Trung Quốc, thành viên nước ngoài của Viện Hàn lâm Khoa học Quốc gia Hoa Kỳ, thành viên nước ngoài của Viện Y học Quốc gia Hoa Kỳ, thành viên nước ngoài của Viện Hàn lâm Khoa học Pháp, và là thành viên của Viện Hàn lâm Khoa học Thế giới thứ ba (TWAS). Ông cũng là thành viên của Học viện Nghệ thuật, Khoa học và Nhân văn Châu Âu. Ông được bầu làm nghiên cứu sinh danh dự của Viện Hàn lâm Khoa học Y khoa Anh năm 2008.
Ông đã được Chính phủ Trung Quốc trao tặng giải thưởng Khoa học và Công nghệ của Nhà nước và "Giải thưởng Qise" của "Liên đoàn Quốc gia chống lại ung thư" của Pháp (ông là người nhận giải mà không phải người Pháp đầu tiên).
Năm 2002, ông nhận được huân chương Bắc Đẩu Bội tinh từ Chính phủ Pháp. Năm 2005, ông được trao bằng tiến sĩ khoa học danh dự của Đại học Hồng Kông, Hồng Kông.
Năm 2010, ông được trao bằng danh dự của Đại học York, Vương quốc Anh, tại một buổi lễ ở Bắc Kinh.
Năm 2012, ông được trao giải thưởng Szent-Györgyi thường niên lần thứ 7 về tiến bộ trong nghiên cứu ung thư của Quỹ nghiên cứu ung thư quốc gia. Ông được bầu làm Ủy viên của Hội Hoàng gia Luân Đôn vào năm 2013.
Ngày 6 tháng 5 năm 2015, tại Đại hội lần thứ 10 của Hội Chữ thập đỏ Trung Quốc, ông được bầu làm chủ tịch Hội Chữ thập đỏ Trung Quốc. Ngày 8 tháng 11 năm 2017, ông được bầu làm phó chủ tịch của Liên đoàn Quốc tế Hội Chữ thập đỏ và Lưỡi liềm đỏ.

## Gia đình
Cha ông (Trần Gia Luân) và mẹ ông (Hứa Mạn Âm) đều là những bác sĩ nổi tiếng và các giáo sư y khoa ở Thượng Hải. Ông là con cả trong ba đứa con. Em trai út của ông, Trần Châm (1955-2000), là một nghệ sĩ được công nhận trên toàn cầu tại Pháp. Ông cũng có một em gái tên Trần Giản. Vợ ông (Trần Tái Quyên) cũng là một nhà huyết học nổi tiếng và là một viện sĩ của Viện Kỹ thuật Trung Quốc. Họ có một con trai. Cả ông và vợ ông đều theo học giáo sư Vương Chấn Nghĩa.